# سيليستي كاييرو
سيليستي كاييرو (بالبرتغالية: Celeste Caeiro‏) أو سيليستي مارتنز كاييرو، (مواليد 2 أيار [مايو] 1933) هي ناشطة سلمية من البرتغال، كانت عاملة مطعم. قادت أعمالها إلى انقلابٍ عام 1974 عرف باسم ثورة القرنفل.

## حياتها
ولدت كاييرو عام 1933. وقد برز نجمها أثناء الثورة للإطاحة بمارسيليو كايتانو. وقد كانت توزع الزهور على الجنود الذين قادوا الثورة التي عرفت باسم ثورة القرنفل في 15 نيسان (أبريل) 1974. كانت حينها تعمل في مطعمٍ جديد في لشبونة. كان المطعم يعتزم توزيع الزهور على جميع زبائنه الجدد يوم 25 نيسان (أيار)، لكن تعيّن إلغاء الفعالية بسبب الانقلاب، وسُمح لكاييرو بأخذ الزهور البيضاء والحمراء الزائدة.
وزّعت كاييرو الزهور على الدبابات المشاركة في الانقلاب، ووضعت الزهور في سبطانات بنادق الجنود. ألهمت الفكرة الآخرين فتبرّع بائعو الزهور بالمزيد لتزيين الجنود المتمردين وأسلحتهم.
تعتبر الذكرى السنوية لثورة القرنفل عطلة وطنية في البرتغال.